# The Inventor's Peril
The Inventor's Peril è un cortometraggio muto del 1915 diretto da Joseph Smiley.

## Trama
Un giovane inventore e la sua ragazza riescono a salvarsi per mezzo di una nuova, rivoluzionaria invenzione del giovane: il telefono senza fili.

## Produzione
Il film fu prodotto dalla Lubin Manufacturing Company.

## Distribuzione
Distribuito dalla General Film Company, il film - un cortometraggio in due bobine - uscì nelle sale USA il 3 giugno 1915.